# Желчь (вождь)

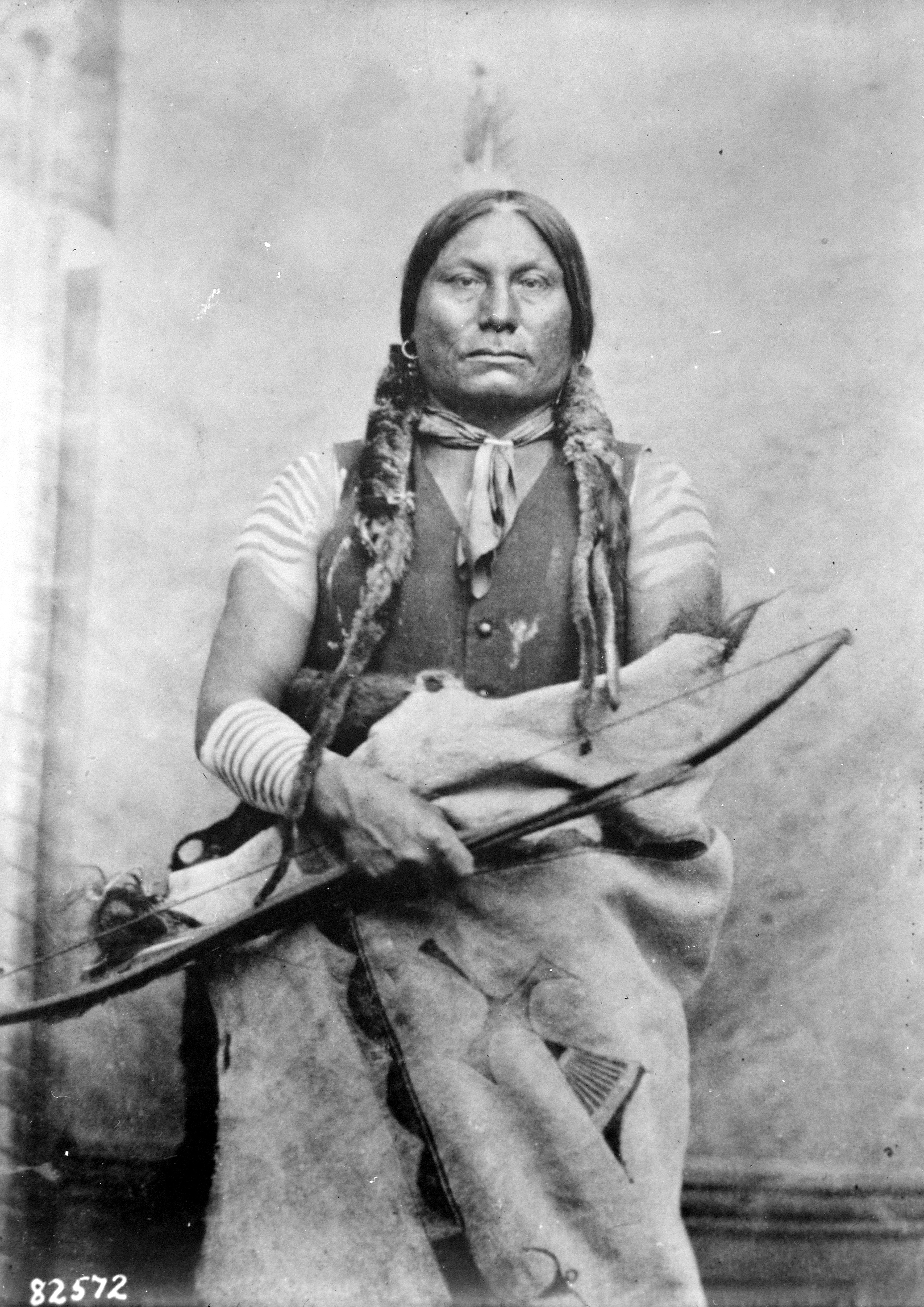
Желчь, Северная Дакота, 1881г.

Желчь, Галл (на языке лакота Phizi,Желчный Пузырь; ок. 1840 — 1894) — военный вождь хункпапа, один из лидеров индейцев в битве при Литтл-Бигхорн.

## Ранние годы
Желчь родился на берегах реки Моро в Южной Дакоте примерно в 1840 году. Получил имя от своей матери, которая однажды натолкнулась на сына, когда тот пробовал на вкус желчный пузырь убитого животного. Был известен и как Красный Ходок.
Юношей участвовал в войне Красного Облака. Несправедливо обвинённый в убийстве белых, зимой 1865-66 возле форта Бертольд был арестован солдатами и брошен умирать с тяжёлой штыковой раной. Желчь сумел выжить и с тех пор возненавидел белых людей. Принимал участие во многих сражениях против армии США. Потерял двух жён и троих детей в начале битвы при Литтл-Бигхорн.

## В резервации
После Литтл-Бигхорн последовал в Канаду за Сидящим Быком. В конце 1880 года вернулся в США и сдался военным, поселившись в резервации Стэндинг-Рок. Его группа состояла из 230 человек.
Поселившись в резервации, Желчь крестился и стал призывать соплеменников к мирной жизни, так как пришёл к выводу о тщетности войны с белыми. Был дружен с индейским агентом Джеймсом Маклафлином. Между ним и Сидящим Быком возникали разногласия и раздоры. Отказался принимать участие в шоу Баффало Билла. Даже будучи в летах Желчь был человеком потрясающей взрывной силы и весил 260 фунтов (около 118 кг). Он умер 5 декабря 1894 года и был похоронен в Стэндинг-Роке.